# Köln-Mülheim
Köln-Mülheim este sectorul 9 al orașului Köln, care cuprinde cartierele: Buchforst, Buchheim, Dellbrück, Dünnwald, Flittard, Höhenhaus, Holweide, Mülheim și Stammheim.